# Erythroxylum pruinosum
Erythroxylum pruinosum är en tvåhjärtbladig växtart som beskrevs av Otto Eugen Schulz. Erythroxylum pruinosum ingår i släktet Erythroxylum och familjen Erythroxylaceae. Inga underarter finns listade i Catalogue of Life.